# Markus Mendler
Markus Mendler (Memmingen, 7 gennaio 1993) è un calciatore tedesco, di ruolo centrocampista dell'Homburg.

## Carriera

### Club
Ha giocato nella prima e nella seconda divisione tedesca.

### Nazionale
Ha giocato nelle nazionali giovanili tedesche Under-18, Under-19 ed Under-20.